# اول تجارت، بعد صداقت
اول تجارت، بعد صداقت (انگلیسی: Business Before Honesty) یک فیلم کمدی صامت کوتاه به کارگردانی چارلی چیس است که در سال ۱۹۱۸ منتشر شد. از بازیگران این فیلم می‌توان به اولیور هاردی، ادی بری و هری گریبن اشاره کرد. این فیلم در زمان اکران در شیکاگو با سانسور چندین صحنه مواجه شد.